# Folco V d'Angiò
Folco, detto il Giovane (in francese Foulque o Foulques; in latino Fulco; Angers, c. 1089/92 – Acri, 13 novembre 1143), è stato un cavaliere medievale franco che fu conte d'Angiò come Folco V (1109–1129), conte del Maine come Folco I (1126–1129) e, insieme alla moglie Melisenda, re di Gerusalemme (1131–1143).
Durante il suo governo, il Regno di Gerusalemme raggiunse la sua massima estensione territoriale.

## Origine
Come conferma l'arcivescovo di Tiro Guglielmo nel suo Historia rerum in partibus transmarinis gestarum e anche secondo la Chronica Albrici Monachi Trium Fontium, era figlio del conte di Angiò e conte di Tours, Folco IV il Rissoso e, come conferma la Chronica de Gesta Consulum Andegavorum, Chroniques d'Anjou, dalla sua ultima moglie Bertrada di Montfort, figlia di Simone I, signore di Montfort (come conferma la Chronica de Gesta Consulum Andegavorum, Chroniques d'Anjou), e d'Agnese d'Évreux.
Folco IV d'Angiò, detto il Rissoso era il figlio maschio secondogenito del conte di Gâtinais e signore di Château-Landon, Goffredo II e di sua moglie (il matrimonio viene confermato dalla Ex Historiæ Andegavensis Fragmento scritta dal loro figlio, Folco IV "il Rissoso"), Ermengarda detta Bianca d'Angiò, figlia del conte d'Angiò, Folco III Nerra o "il Nero" e di Ildegarda, di cui non si conosce gli ascendenti, ma sicuramente originaria della Lotaringia; Ermengarda fu anche sorella del conte d'Angiò, Goffredo II "Martello" e madre, oltre che di Folco, anche del conte d'Angiò, Goffredo III il Barbuto.

## Biografia

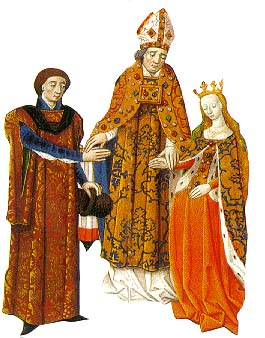
Il matrimonio di Folco con Melisenda di Gerusalemme

Sua madre Bertrada era la quinta moglie di Folco IV, ed essendo la ripudiata, quarta moglie, Mantia, figlia di Gualtiero I di Brienne, ancora in vita, nel 1091, papa Urbano II condannò l'unione di Folco e Bertrada, che durò poco, in quanto Bertrada fu fatta rapire dal re di Francia, Filippo I e, nonostante la minaccia di scomunica, il 15 maggio 1092, sua madre sposò il re di Francia, Filippo I (la scomunica a Filippo I e Bertrada arrivò, nel 1095, al concilio di Clermont da parte di papa Urbano II).
Folco il Giovane visse alla corte di Parigi, almeno sino al 1104 circa, anno in cui sua madre si ritirò nell'Abbazia di Fontevrault.
In questo periodo, l'aperta ribellione di diversi feudatari, obbligò Folco IV a chiamare, nel 1098, il figlio della sua seconda moglie Ermengarda di Borbone, Goffredo IV Martello, primogenito ed erede della contea d'Angiò, a sostenere il peso di guidare l'esercito.
Goffredo comunque si impegnò a combattere i vassalli ribelli, e nello stesso periodo cercò di contrastare il re d'Inghilterra, Guglielmo II il Rosso, che, secondo il monaco e storico medievale, Orderico Vitale, ora reggeva anche il ducato di Normandia, nella sua invasione della contea del Maine, correndo in appoggio del conte, Elia I di Beaugency, che, nonostante l'aiuto di Folco IV e Goffredo IV, fu fatto prigioniero da Guglielmo II.
La morte di Guglielmo II e il ritorno di Roberto II in Normandia, permise la liberazione di Elia I di Beaugency, che, sempre con l'aiuto di Folco IV, riprese il controllo della contea.
Il suo fratellastro. Goffredo IV, verso il 1103, si era accordato con Elia I di Beaugency per sposarne la figlia, Eremburga (1096-1126), erede della contea del Maine, ancora bambina.
Forse, nel 1104, Folco il Giovane rientrò in Angiò e sostenne il padre nella sua lotta contro il figlio maschio primogenito, Goffredo IV Martello, che governava la contea assieme al padre.
Nel 1096, Folco il Giovane viene citato nel documento n° XCIII del Cartulaire noir de la cathédrale d'Angers, che controfirmò assieme ai fratellastri, Ermengarda e Goffredo IV Martello, inerente ad una donazione fatta dal padre, Folco IV, alla cattedrale d'Angers.
Alla morte del fratellastro, Goffredo IV Martello, durante l'assedio di Candé, nel 1106 (secondo il Chronicon Vindocinense, nel 1106, Goffredo fu trafitto da una freccia all'assedio di Candé), suo padre, Folco IV il Rissoso, riottenne il pieno controllo del governo della contea d'Angiò, mentre Folco il Giovane divenne il nuovo erede, sia dell'Angiò che della Turenna, ma l'indipendenza dei baroni non ebbe più ostacoli.
Secondo l'arcivescovo, Guglielmo, della città di Tiro, nell'odierno Libano, nel suo Historia rerum in partibus transmarinis gestarum, Folco il Giovane, al momento della morte del fratello, si trovava alla corte del duca d'Aquitania, Guglielmo IX, con la qualifica di coppiere; Guglielmo IX mise Folco in prigione avanzando pretese sul feudo di cui Folco il Giovane era erede, in quanto era stato il primo marito della sorellastra di Folco, Ermengarda, figlia della prima moglie di Folco IV, Ildegarda di Baugency (figlia di Lancellino II, signore di Baugency). Folco il Giovane fu poi liberato, per l'intervento di sua madre, regina consorte di Francia, che tramite il marito il re di Francia, Filippo I, ne ottenne la liberazione da parte di Guglielmo IX.

In rosso i feudi di Folco il Giovane: Angiò, Turenna e Maine.

Suo padre, Folco IV il Rissoso, morì ad Angers, il 14 aprile 1109; secondo il Chronicon Vindocinense, morì il 14 aprile 1109 (MCIX - XVIII Kal Mai obiit), il conte d'Angiò, Folco IV (Fulco comes Andegavorun), fratello di Goffredo il Barbuto (frater comitis Gosfridi…Barbatus) e lasciò i suoi titoli e i suoi domini all'unico figlio maschio rimasto in vita, Folco il Giovane, che, in quell'anno, divenne conte d'Angiò e conte di Tours.
Nello stesso anno, o all'inizio del 1110, secondo il monaco e storico medievale, Orderico Vitale, sposò l'erede della contea del Maine (il fratellastro, Goffredo IV Martello, verso il 1103, sempre secondo la Chronica de Gesta Consulum Andegavorum, Chroniques d'Anjou, si era accordato con Elia I di Beaugency per sposarne la figlia, Eremburga), Eremburga(1096 - † 14-1-1126), figlia del conte del Maine, Elia I di Beaugency e della signora di Château-du-Loir, Matilde, unendo, in tal modo, il Maine ai propri possedimenti, Angiò e Turenna.
Secondo Guglielmo di Tiro, anche il matrimonio di Folco il Giovane con Eremburga fu opera della madre, Bertrada di Montfort, che dopo la morte di Folco IV si accordò con Elia I di Beaugency, per fare sposare i figli, Folco e Eremburga.
Secondo un documento del Grand Cartulaire de Fontevraud, Tome I, del 1010 circa, Folco il Giovane fece una donazione all'abbazia di Fontevraud, con il consenso della madre, Bertrada e del fratellastro, Filippo di Francia.
Il 4 gennaio 1113 Folco il Giovane, secondo il documento n° LXXXIV del Cartulaire de l'abbaye de Saint-Aubin d'Angers, tomus I, fece una donazione all'abbazia stessa.
I rapporti di Folco il Giovane con la Normandia continuarono a essere conflittuali in quanto il duca di Normandia e re d'Inghilterra, Enrico I Beauclerc cercava di rientrare in possesso del Maine, che suo fratello, Roberto II di Normandia aveva perso, nel 1069, fino a che fu trovata una soluzione diplomatica: secondo Orderico Vitale, nel febbraio 1113, nella località di Petra Peculata, vicino ad Alençon, Folco ricevette la contea del Maine da Enrico, gli giurò fedeltà e fu concordato il matrimonio tra Guglielmo Adelin, erede di Enrico I e la sua primogenita Alice, con l'accordo che Alice, alla morte della madre Eremburga, avrebbe ereditato la contea del Maine. Il matrimonio tra Alice, la figlia primogenita di Folco V d'Angiò, che, al momento del matrimonio, assunse il nome di Matilde, con Guglielmo, l'unico legittimo figlio maschio ed erede di Enrico I Beauclerc ebbe luogo a Lisieux, nel giugno del 1119.
Folco, garantita la pace, nel 1120, si recò, in pellegrinaggio, in Terra santa, accompagnato dalla moglie Eremburga e dai due figli più piccoli, Goffredo ed Elia;
fu aggregato ai Cavalieri templari, mettendo in mostra le sue capacità di combattente e poi dovette rientrare nei suoi possedimenti.
Secondo Guglielmo di Malmesbury dovette rientrare nei suoi possedimenti a causa della morte del genero, Guglielmo Adelin. Guglielmo Adelin perì, il 25 novembre 1120, al largo della costa normanna del Cotentin, nel naufragio notturno, a causa dell'urto contro uno scoglio affiorante della Nave Bianca, come narra Guglielmo di Malmesbury, nel paragrafo 419. La morte di Guglielmo riaprì il contenzioso tra Folco il Giovane ed Enrico I, circa la dote di Matilde (Alice), la contea del Maine, come accenna Guglielmo di Malmesbury, nel paragrafo 419
I rapporti tra Angiò e Normandia, per via del Maine, divennero nuovamente tesi e Folco il Giovane si alleò al re Luigi VI di Francia contro Enrico I d'Inghilterra, anche quando, nel 1124, il re d'Inghilterra e duca di Normandia, Enrico I Beauclerc si alleò con il proprio genero, l'imperatore germanico Enrico V, che invase la contea di Champagne, arrivando sino a Reims, dove si fermò, perché lo attendeva un imponente esercito, di cui faceva parte anche Folco V d'Angiò e che lo costrinse a rientrare in Germania.
Nel frattempo, nel 1126, alla morte della moglie Folco il Giovane aveva ereditato la contea del Maine, come Folco I.
Però, i rapporti con Enrico I si appianarono in seguito ad un nuovo accordo di fidanzamento, nel 1127, seguito poi, nel giugno del 1128, a Le Mans, dal matrimonio tra Goffredo Plantageneto, il figlio di Folco il Giovane con la figlia di Enrico, Matilda, come confermano sia Orderico Vitale, nel libro XII del suo Historia ecclesiastica, sia l'arcivescovo di Tiro, Guglielmo nel suo Historia rerum in partibus transmarinis gestarum.

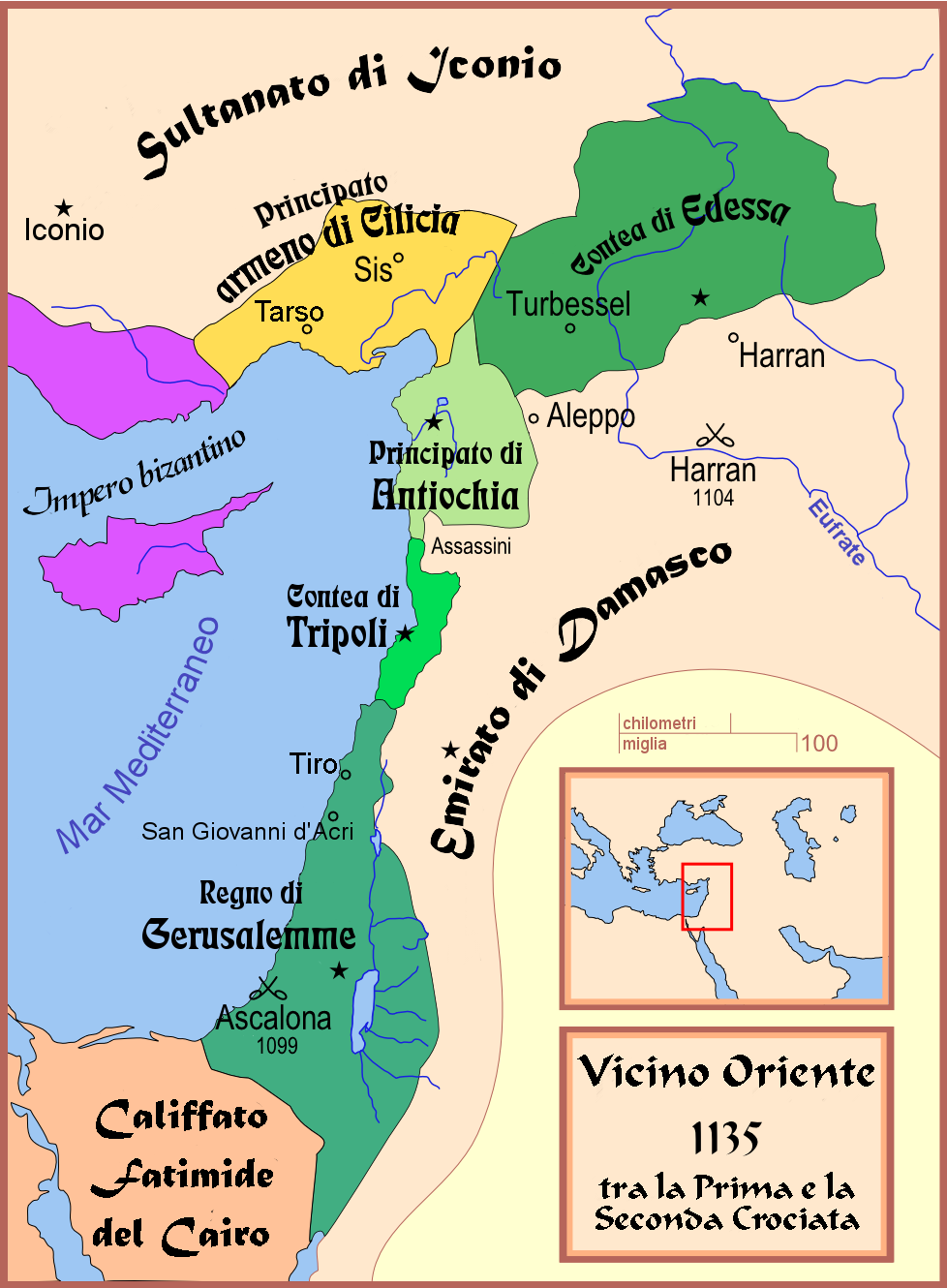
Gli stati latini d'Oriente nel 1135.

### Re di Gerusalemme
Quando il re di Gerusalemme, Baldovino II dovette scegliere un marito per la figlia primogenita, Melisenda (1101 - 1161) che, in mancanza di eredi maschi, aveva dichiarato sua erede, Folco fu scelto, con il consenso dei signori del regno di Gerusalemme, per il fatto che già conosceva la Terra Santa, perché lo avevano visto combattere e infine perché vantava una quasi ventennale esperienza nel governo di Angiò e Maine, come conferma anche Guglielmo di Tiro.
Melisenda, secondo Guglielmo di Tiro, era la figlia primogenita di Baldovino II di Gerusalemme e Morfia di Melitene ( † 1126), che era la figlia del governante della città di Melitene, un nobile armeno di nome Gabriele (o Khoril, in armeno).
All'inizio del 1129, Folco il Giovane lasciò dunque i suoi feudi francesi al figlio Goffredo e si trasferì a Gerusalemme, sposando Melisenda, il 2 giugno 1129. Fu reggente del principato di Antiochia, assieme al suocero.
Dopo la morte di Baldovino II (21 agosto 1131), Folco venne incoronato insieme a Melisenda re di Gerusalemme, il 14 settembre 1131.

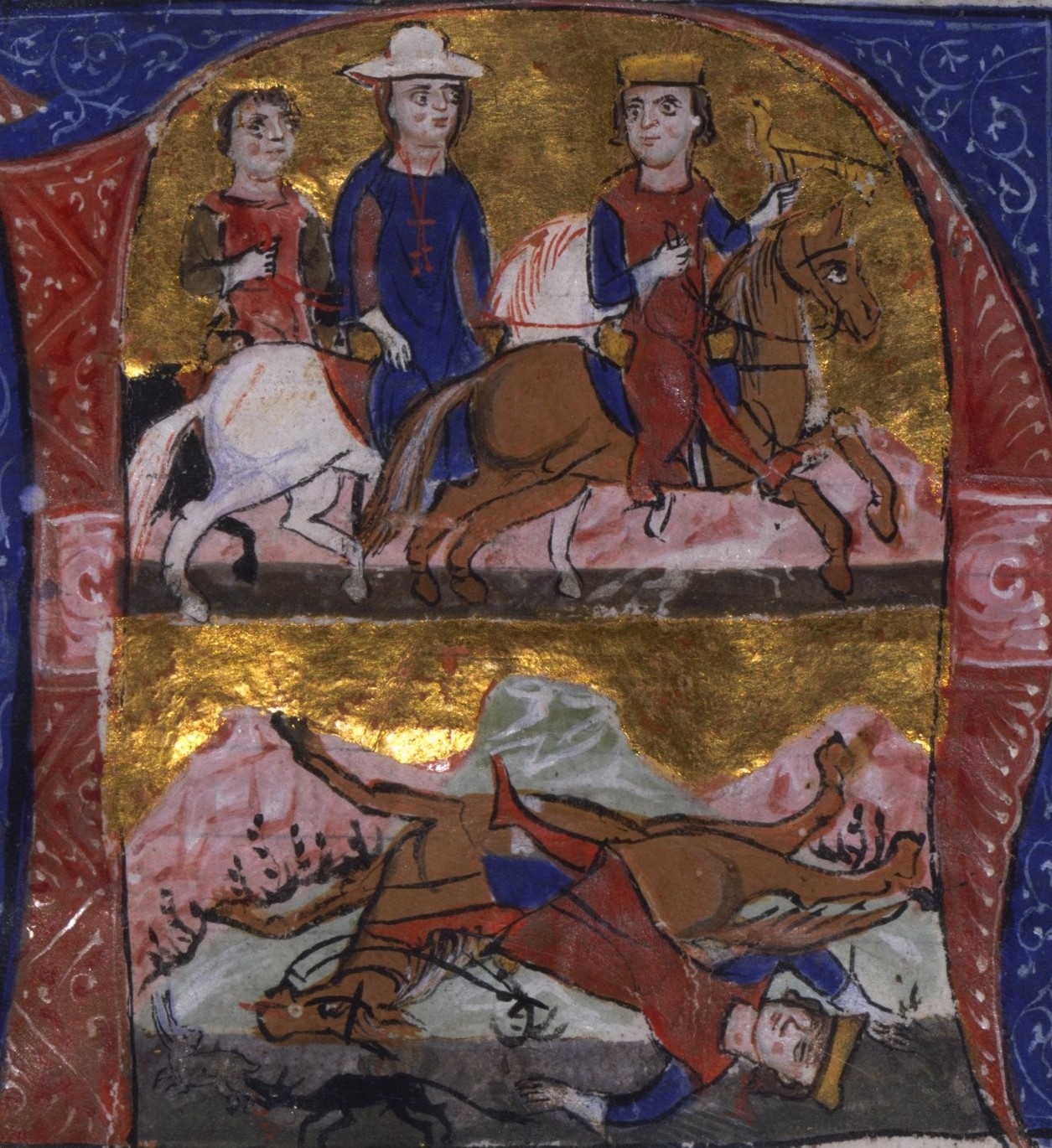
Morte di Folco a seguito di una caduta da cavallo. Guglielmo di Tiro, XII secolo

Folco dovette affrontare il problema di Alice di Antiochia, che era la sorella minore di sua moglie, Melisenda, e che, rimasta vedova di Boemondo II d'Antiochia, nel 1130, cercava di usurpare il trono di Antiochia alla figlia, Costanza, per cui Folco subentrato nella reggenza di Antiochia al suocero, mise fine alle trame di Alice, combinando il matrimonio, nel 1136, dell'ancora bambina Costanza con Raimondo di Poitiers, che oltre che marito divenne reggente.
Inoltre Folco dovette combattere l'opposizione dei principi di Edessa, Joscelin II e di Tripoli, Ponzio che miravano a liberarsi della supremazia dei re di Gerusalemme.
Folco dovette far fronte alla turbolenza di diversi baroni del regno
Diversi cristiani della seconda generazione, nati in Terrasanta, gli avrebbero preferito, come re il cugino di Melisenda, Ugo du Puiset, conte di Giaffa, amico d'infanzia della regina. Sembra che questi, dopo essere stato accusato di tradimento forse per una presunta relazione con la regina, si sia ribellato al re, rifugiandosi presso i musulmani di Ascalona, ma, abbandonato dai suoi vassalli, dovette sottomettersi, e giudicato per tradimento fu esiliato per tre anni.
Oltre che i baroni Folco dovette fronteggiare i tentativi di invasione dell'imperatore, Giovanni II Comneno e soprattutto fu in stato di guerra continuo contro i Turchi, che l'atabeg selgiuchide di Mosul, Zangi, capostipite della dinastia dei Zengidi, in quegli anni riuscì a ristabilire l'unità tra i musulmani e, nel 1136, sconfisse i Crociati ad Antiochia e poi sconfisse Folco, il cui esercito fu distrutto, all'assedio del castello crociato di Homs, che riuscì a conquistare la contea di Edessa, abbandonata da Joscelin II, nel 1144, dopo l morte di Folco
Folco il Giovane era morto un anno prima, il 10 novembre del 1143, in seguito ad una caduta da cavallo, mentre si trovava a caccia, con la moglie Melisenda, nei dintorni di San Giovanni d'Acri; Guglielmo di Tiro narra che Folco, mentre cercava di colpire una lepre con la lancia, a causa di un brusco movimento del cavallo, cadde e malauguratamente il cavallo gli cadde sopra e la sella gli schiacciò la testa, con fuoriuscita di materia dal naso e dalle orecchie; fu raccolto privo di sensi e trasportato a San Giovanni d'Acri, dove visse ancora tre giorni, senza riprendere conoscenza, e il quarto giorno, morì. Il corpo fu trasportato a Gerusalemme e fu tumulato nella Basilica del Santo Sepolcro.
Gli succedette, sotto la reggenza della madre, il figlio Baldovino, a cui poi succederà il secondo figlio, Amalrico.

## Discendenza
Da Eremburga Folco il Giovane ebbe quattro figli:
- Goffredo "il Bello" Plantageneto[1] (1113 - 1151), conte d'Angiò, di Tours, del Maine e duca di Normandia,
- Elia[1] (ca. 1115 - 1151), conte del Maine
- Alice (Matilde)[1] (ca. 1110-1155), moglie di Guglielmo Adelin (ca. 1103 – La Manica, 20 novembre 1120), erede del ducato di Normandia e del regno d'Inghilterra; poi fu badessa dell'Abbazia di Fontevrault (1149-1155),
- Sibilla[1] (ca. 1112-1165), sposò, nel 1123, Guglielmo Cliton. Il matrimonio fu annullato, nel 1124, e lei si risposò, nel 1139, con Teodorico di Alsazia, conte delle Fiandre.

Invece da Melisenda ebbe due figli:
- Baldovino III[47] (1131 † 1163), re di Gerusalemme
- Amalrico I[47] (1136 † 1174), re di Gerusalemme.

## Ascendenza
|                                 |                        |                             | Genitori            |  |  | Nonni |  |  | Bisnonni                         |  |  | Trisnonni |  |
|                                 |                        |                             |                     |  |  |       |  |  | Ugo di Perche, Conte di Gâtinais |  |  | …         |  |
|                                 |                        |                             |                     |  |  |       |  |  | Ugo di Perche, Conte di Gâtinais |  |  | …         |  |
|                                 |                        | …                           |                     |  |  |       |  |  | Ugo di Perche, Conte di Gâtinais |  |  |           |  |
| Goffredo II di Gâtinais         |                        |                             |                     |  |  |       |  |  | Ugo di Perche, Conte di Gâtinais |  |  |           |  |
|                                 |                        | Beatrice di Mâcon           | Aubry II di Mâcon   |  |  |       |  |  |                                  |  |  |           |  |
|                                 |                        | Beatrice di Mâcon           | Aubry II di Mâcon   |  |  |       |  |  |                                  |  |  |           |  |
|                                 |                        | Beatrice di Mâcon           | Ermentrude di Roucy |  |  |       |  |  |                                  |  |  |           |  |
| Folco IV d'Angiò                |                        | Beatrice di Mâcon           |                     |  |  |       |  |  |                                  |  |  |           |  |
|                                 |                        | Folco III Nerra o "il Nero" | Goffredo I d'Angiò  |  |  |       |  |  |                                  |  |  |           |  |
|                                 |                        | Folco III Nerra o "il Nero" | Goffredo I d'Angiò  |  |  |       |  |  |                                  |  |  |           |  |
|                                 |                        | Folco III Nerra o "il Nero" | Adele di Troyes     |  |  |       |  |  |                                  |  |  |           |  |
| Ermengarda detta Bianca d'Angiò |                        | Folco III Nerra o "il Nero" |                     |  |  |       |  |  |                                  |  |  |           |  |
|                                 |                        | Ildegarda di Sundgau        | …                   |  |  |       |  |  |                                  |  |  |           |  |
|                                 |                        | Ildegarda di Sundgau        | …                   |  |  |       |  |  |                                  |  |  |           |  |
|                                 |                        | Ildegarda di Sundgau        | …                   |  |  |       |  |  |                                  |  |  |           |  |
| Folco V d'Angiò                 |                        | Ildegarda di Sundgau        |                     |  |  |       |  |  |                                  |  |  |           |  |
|                                 | Amalrico I di Montfort | …                           |                     |  |  |       |  |  |                                  |  |  |           |  |
|                                 | Amalrico I di Montfort | …                           |                     |  |  |       |  |  |                                  |  |  |           |  |
|                                 | Amalrico I di Montfort | …                           |                     |  |  |       |  |  |                                  |  |  |           |  |
| Simone I di Montfort            | Amalrico I di Montfort |                             |                     |  |  |       |  |  |                                  |  |  |           |  |
|                                 |                        | Bertrada di Gometz          | …                   |  |  |       |  |  |                                  |  |  |           |  |
|                                 |                        | Bertrada di Gometz          | …                   |  |  |       |  |  |                                  |  |  |           |  |
|                                 |                        | Bertrada di Gometz          | …                   |  |  |       |  |  |                                  |  |  |           |  |
| Bertrada di Montfort            |                        | Bertrada di Gometz          |                     |  |  |       |  |  |                                  |  |  |           |  |
|                                 |                        | Riccardo d'Évreux           | Roberto d'Évreux    |  |  |       |  |  |                                  |  |  |           |  |
|                                 |                        | Riccardo d'Évreux           | Roberto d'Évreux    |  |  |       |  |  |                                  |  |  |           |  |
|                                 |                        | Riccardo d'Évreux           | Herleva             |  |  |       |  |  |                                  |  |  |           |  |
| Agnese d'Évreux                 |                        | Riccardo d'Évreux           |                     |  |  |       |  |  |                                  |  |  |           |  |
|                                 |                        | Godechilde                  | …                   |  |  |       |  |  |                                  |  |  |           |  |
|                                 |                        | Godechilde                  | …                   |  |  |       |  |  |                                  |  |  |           |  |
|                                 |                        | Godechilde                  | …                   |  |  |       |  |  |                                  |  |  |           |  |
|                                 |                        | Godechilde                  |                     |  |  |       |  |  |                                  |  |  |           |  |

### Fonti primarie
- (LA)  Chroniques des Eglises d´Anjou.
- (LA)  Cartulaire noir de la cathédrale d angers.
- (LA)  Chronicon Santi Maxentii Pictavinis, Chroniques des Eglises d´Anjou.
- (LA)  Monumenta Germaniae Historica, Scriptores, tomus XXIII.
- (LA)  Chronica de Gesta Consulum Andegavorum, Chroniques d'Anjou.
- (LA)  Rerum Gallicarum et Francicarum Scriptires, tomus XII.
- (LA)  Historia Rerum in partibus transmarinis gestarum.
- (LA)  Cartulaire générale du Morbihan, Tome I.
- (LA)  Cartulaire de l'abbaye de Saint-Aubin d'Angers, tomus I.
- (LA)  Guglielmo di Malmesbury, Gesta Regum Anglorum.
- (LA)  Orderici Vitalis, Historia Ecclesiastica, tomus unicus.
- (LA)  Cartulaire de l'abbaye cardinale de la Trinité de Vendôme, Tomes IV.

### Letteratura storiografica
- Louis Halphen, "La Francia dell'XI secolo", cap. XXIV, vol. II (L'espansione islamica e la nascita dell'Europa feudale) della Storia del Mondo Medievale, 1999, pp. 770–806.
- Charles Lethbridge kingsford, "Il regno di Gerusalemme, 1099-1291", cap. XXI, vol. IV (La riforma della chiesa e la lotta fra papi e imperatori) della Storia del Mondo Medievale, 1999, pp. 757–782.
- William John Corbett, "Inghilterra, 1087-1154", cap. II, vol. VI (Declino dell'impero e del papato e sviluppo degli stati nazionali) della Storia del Mondo Medievale, 1999, pp. 56–98.
- (LA)  Marchegay, P. e Salmon, A., Chroniques d'Anjou Tomo I.
- Steven Runciman, Storia delle Crociate, traduzione di A. Comba e E. Bianchi, Einaudi, 2005, ISBN 978-88-06-17481-1.